# Agonocryptus fumosus
Agonocryptus fumosus là một loài tò vò trong họ Ichneumonidae.